# Cinangka (Sawangan)
Cinangka is een bestuurslaag in het regentschap Depok van de provincie West-Java, Indonesië. Cinangka telt 15.850 inwoners (volkstelling 2010).